# 妹はメシマズ
『妹はメシマズ』（いもうとはメシマズ）は、青木U平による日本の漫画。『まんがライフSTORIA』（竹書房）にて、vol.17（2016年5月号）からvol.31（2018年9月号）まで連載。

## あらすじ
実家を出てから十数年来、連絡を取っていなかった妹が突然アパートを訪れてきた。ゆで卵の茹で方もわからない妹は、兄に料理を教えて欲しいと頼む。

## 登場人物
高橋チヨリ
名門「サミュエル・L・学園」首席。頭はキレるが料理のセンスが皆無に等しい女子高生。

## 書誌情報
- 青木U平『妹はメシマズ』 竹書房〈バンブー・コミックス〉、全3巻
  1. 2017年3月30日発売、ISBN 978-4-8019-5798-5
  2. 2017年11月29日発売、ISBN 978-4-8019-6121-0
  3. 2018年9月29日発売、ISBN 978-4-8019-6401-3